# Lusitanische Rechtsfamilie
Lusitanische Rechtsfamilie ist eine zusammenfassende Bezeichnung für die Rechtskultur der lusophonen, d. h. portugiesisch-sprachigen Länder. Dazu zählen neben Portugal selbst insbesondere Brasilien, Kap Verde, Guiné-Bissau, Angola, Sao Tomé und Príncipe sowie Mosambik. Hinzu kommen Gebiete, die vom portugiesischen Recht beeinflusst sind (Goa, Ost-Timor und Macau).

Die portugiesischsprachige oder lusophone Welt
Amts- sowie Muttersprache
Amtssprache (u. teilweise Muttersprache)
Portugiesischsprachige Minderheiten

Das Konzept einer lusitanischen Rechtsfamilie wurde zuerst 1982 von Erik Jayme beschrieben, der auch den Begriff prägte und zu ihrer Erforschung im Jahr 1991 die Deutsch-Lusitanische Juristenvereinigung (DLJV) gründete. Das Eigentümliche sei, dass sowohl das portugiesische Recht, das sich in seiner Gesamtheit nur schwer einer der anerkannten Rechtsfamilien zuordnen lasse, insbesondere wegen der Eigenständigkeit des portugiesischen Familien-, Erb- und internationalen Privatrechts auf die früheren portugiesischen Überseeprovinzen einwirke und umgekehrt die dortigen neuen Rechtssysteme auf das Mutterland Portugal Rückwirkungen hätten. Entsprechendes wird von anderen Autoren inzwischen auch für das Zivilverfahrensrecht und das Verfassungsrecht angenommen.
Dieses Postulat ist jedoch nicht unumstritten. 2008 verneinte Moura Vincente die Eigenständigkeit einer lusophonen Rechtsfamilie. 2012 räumte er dann aber ein gemeinsames Recht in den portugiesischsprachigen Ländern und Regionen ein (comunidade jurídica), das allerdings keine eigene lusitanische Rechtsfamilie darstelle, sondern Teil der römisch-germanischen Rechtstradition sei. Dort, wo die gemeinsamen historischen und materiell-rechtlichen Grundlagen präsent sind, besteht jedenfalls ein portugiesisch-sprachiger Rechtsraum. Seit 1996 gibt es die Gemeinschaft der Portugiesischsprachigen Länder (CPLP), die seit 2005 auch im Rechtswesen kooperiert.
Entwickelt hat sich das lusophone Rechtssystem durch die Verbreitung des portugiesischen Rechts in den ehemaligen Kolonien Portugals, von wo es auf andere Gebiete ausstrahlte, etwa auf das Recht in Macau. In den lusophonen Staaten Afrikas (PALOP) gilt das portugiesische Zivilgesetzbuch von 1966 (mit Änderungen) in Angola, Guinea-Bissau und Mosambik auch nach der Unabhängigkeit fort. Kap Verde ersetzte den Código Civil (CC) hingegen 1997 durch ein neues Zivilgesetzbuch.  Das Portugiesische Recht entstand seinerseits als Teil des (kontinentaleuropäischen) römischen Rechtskreises und war bis zum Ende des 19. Jahrhunderts stark vom französischen Recht, seitdem vom deutschen Recht beeinflusst worden.